# Rhytiphora rosei
Rhytiphora rosei is een keversoort uit de familie van de boktorren (Cerambycidae). De wetenschappelijke naam van de soort werd voor het eerst geldig gepubliceerd in 1890 door Arthur Sidney Olliff.